# Cyphosticha acrolitha
Cyphosticha acrolitha là một loài bướm đêm thuộc họ Gracillariidae. Nó được tìm thấy ở Sri Lanka.